# Катран
Катра́н, или обыкнове́нный катра́н, или обыкнове́нная колю́чая аку́ла, или пятни́стая колю́чая аку́ла, или короткопёрая колю́чая аку́ла, или тупоры́лая колю́чая аку́ла, или песо́чный катра́н, или ю́жный катра́н, или ного́тница, или морская собака (лат. Squalus acanthias) — акула из рода катранов, или колючих акул, семейства катрановых акул отряда катранообразных. Обитает в умеренных водах бассейнов всех океанов. Встречается на глубине до 1460 м. Максимальная зарегистрированная длина — 160 см (по другим данным — 208 см). Один из самых распространённых видов акул в мире. Представляет интерес для коммерческого и спортивного рыболовства.

## Таксономия

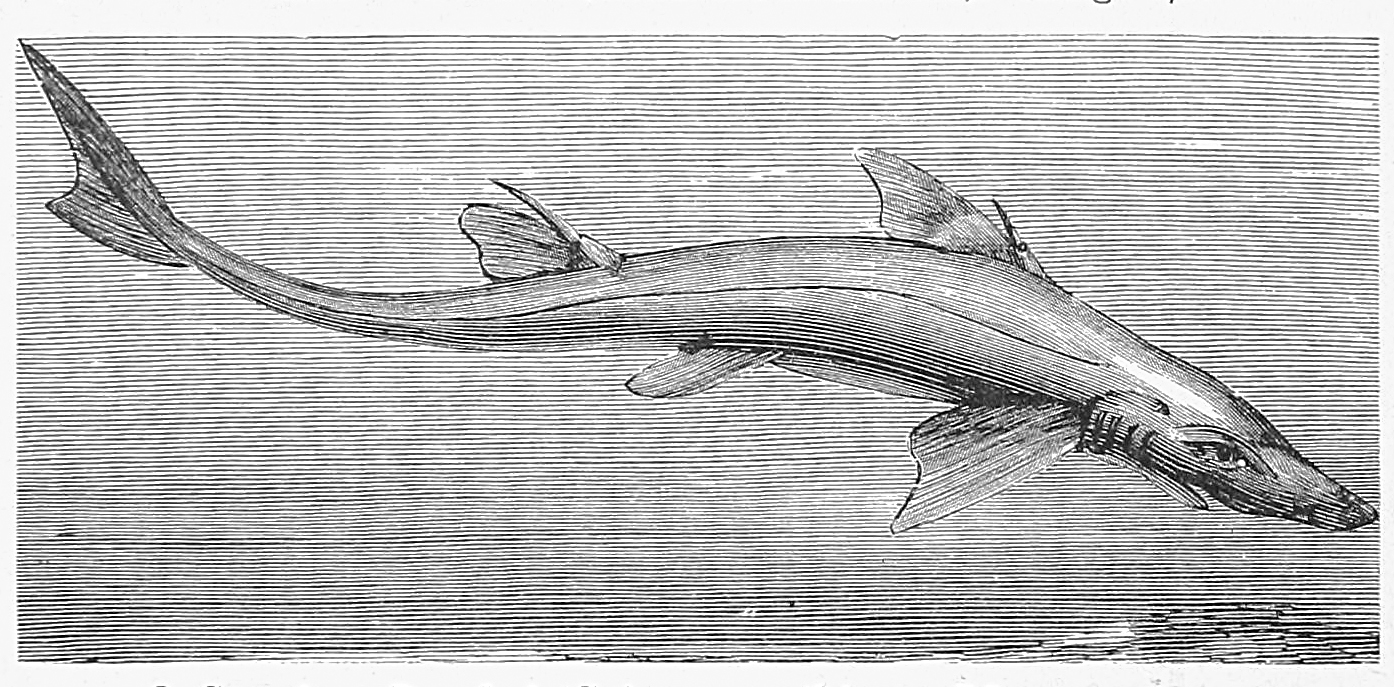
Старинное изображение катрана

Впервые вид научно описан Карлом Линнеем в 1758 году. Видовой эпитет происходит от др.-греч. ἄκανθα — «колючка», «шип». Многие так называемые виды, относящиеся к роду колючих акул, на самом деле представляют собой комплекс видов.

## Ареал
Катраны обитают в умеренных водах континентального шельфа по всему миру. Ареал включает Западную Атлантику (от Гренландии до Аргентины); Восточную Атлантику (побережье Исландии, район от Баренцева моря до побережья Западной Сахары и Канарских островов, район от Анголы до побережья ЮАР), Средиземное и Чёрное моря; Индо-Тихоокеанский регион — воды Новой Гвинеи; западную часть Тихого океана от Берингова моря до Японии, Охотское море, воды Кореи, северного Китая, южное побережье Австралии и Новой Зеландии.
Дальневосточные моря России, по-видимому, населяет родственный вид Squalus suckleyi, а в северной части Тихого океана S. acanthias вообще отсутствует.
Существуют несколько субпопуляций короткопёрых колючих акул: австралийская, черноморская, средиземноморская, южноамериканская, южноафриканская, населяющая северо-восточную Атлантику, северо-восточную часть Тихого океана, северо-западную Атлантику и северо-западную часть Тихого океана.
Обыкновенные катраны в целом предпочитают держаться у дна, хотя попадаются и в толще водяного столба, вплоть до поверхности воды. Они совершают сезонные миграции протяжённостью, двигаясь крупными плотными стаями, сегрегированными по размеру и полу. Известен случай, когда колючая акула, помеченная и выпущенная у побережья Калифорнии, через 7 лет была вновь выловлена у берегов Японии (возможно, её путь пролегал вдоль береговой линии).
Обыкновенные катраны попадаются на глубине до 1460 м. Хотя они способны находиться в солоноватой воде, в Австралии они, например, заплывают в эстуарии рек, это исключительно морской вид акул.

## Внешний вид

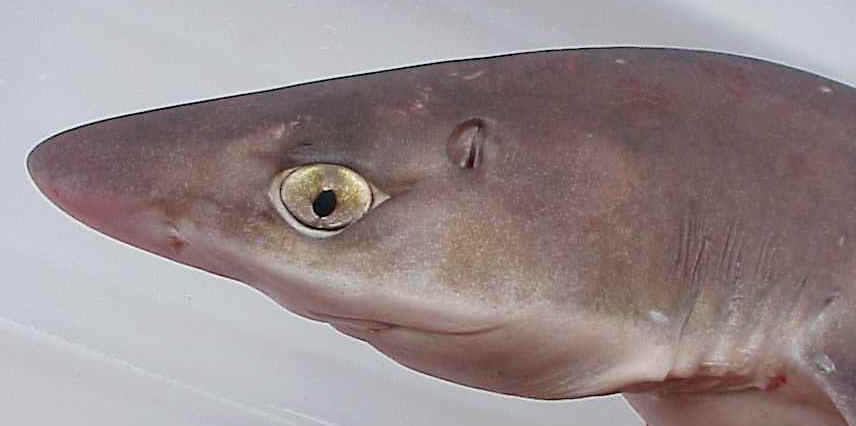
Голова катрана

Как и большинство акул, короткопёрая колючая акула имеет обтекаемую форму тела, которая считается одной из самых совершенных для рыб. Достигают в длину 160 см (по другим данным — 208 см; обычно длина самцов 60—90 см, самок 75—105 см), а вес — 9,8 кг, однако размер большинства особей не превышает 1 м. Самки немного крупнее самцов.
Длинное и стройное тело катранов позволяет им с лёгкостью рассекать воду и плыть с большой скоростью. Кожа покрыта мелкой плакоидной чешуёй. Спина и бока чаще всего темно-серые, иногда усеяны небольшими белыми пятнами. Рыло заострённое. Расстояние от кончика рыла до рта в 1,2—1,3 раза превышает ширину рта, а расстояние от кончика рыла до глаз в 2 раза превосходит их длину. Глаза расположены примерно на одинаковом удалении от кончика рыла и первой жаберной щели. Ноздри сдвинуты к кончику рыла. У основания спинных плавников имеются острые шипы. Первый шип короче спинного плавника и меньше длины его основания. Второй шип длиннее и почти равен по высоте второму спинному плавнику. Первый спинной плавник крупнее второго. Анальный плавник отсутствует. Грудные плавники довольно крупные, каудальный край немного вогнут. Основание брюшных плавников расположено ближе к основанию второго спинного плавника, чем к основанию первого.

Катран на марке СССР 1991 года

## Биология
Рацион короткопёрых колючих акул разнообразен. Он состоит из костистых рыб, таких как скумбрия, песчанка, хек, пикша, сайда, атлантический лосось, менхаден, камбала, а также крабов, кальмаров, креветок, головоногих, полихет, морских анемонов, медуз и даже водорослей. Несмотря на небольшой размер, устройство челюстей и зубов этих акул позволяет им наносить мощные укусы.
В свою очередь катраны могут стать добычей крупных рыб, в том числе акул, морских млекопитающих, косаток и даже чаек, которые сбрасывают небольших акул на камни, чтобы умертвить.
На катранах паразитируют инфузории Trichodina fultoni и Trichodina jadranica, миксоспоридии Chloromyxum leydigi, Chloromyxum ovatum и Chloromyxum squali, различные виды моногеней, в том числе Erpocotyle abbreviata, Heterocotyle minima, Microbothrium apiculatum и Squalonchocotyle squali, цестоды (Chimaerarhynchus rougetae, Eutetrarhynchus ruficollis, Grillotia erinaceus и и т. д.), трематоды Hemiurus levinseni, Otodistomum veliporum, Prosorhynchus squamatus и Steganoderma formosum, нематоды Contracaecum sp., Hysterothylacium aduncum и Metanisakis tricupola и веслоногие рачки Lernaeopoda galei и Pseudocharopinus bicaudatus.

### Размножение
Катраны размножаются яйцеживорождением, оплодотворение внутреннее. Спаривание происходит весной. Развивающиеся яйца размещаются в расширенных яйцеводах и располагаются в двух тонких желатинозных капсулах. Каждая капсула содержит от 3 до 13 яиц (обычно 1—4) диаметром около 4—4,5 см. Развитие зародышей в теле самки продолжается 18—22 месяца. Молодь появляется на свет обычно весной, но иногда вымётывание растягивается до осени. В помёте бывает от 6 до 29 мальков длиной 22—27 см.
Самцы достигают половой зрелости в возрасте 11 лет при длине 80—100 см, самки становятся половозрелыми в возрасте 18—21 год при длине 98,5—159 см. Максимальная продолжительность жизни составляет 75 лет.

## Взаимодействие с человеком
Катраны не представляют опасности. Человек может лишь пораниться колючками или лучами плавников во время неосторожного перебирания улова, поскольку пойманные акулы способны сильно выгибаться. Железы у основания шипов вырабатывают слабый яд.
Короткопёрая колючая акула — один из самых многочисленных видов акул в мире. По оценкам на пике численности у побережья Массачусетса в середине XX века ежегодно добывали около 27 000 000 короткопёрых колючих акул.

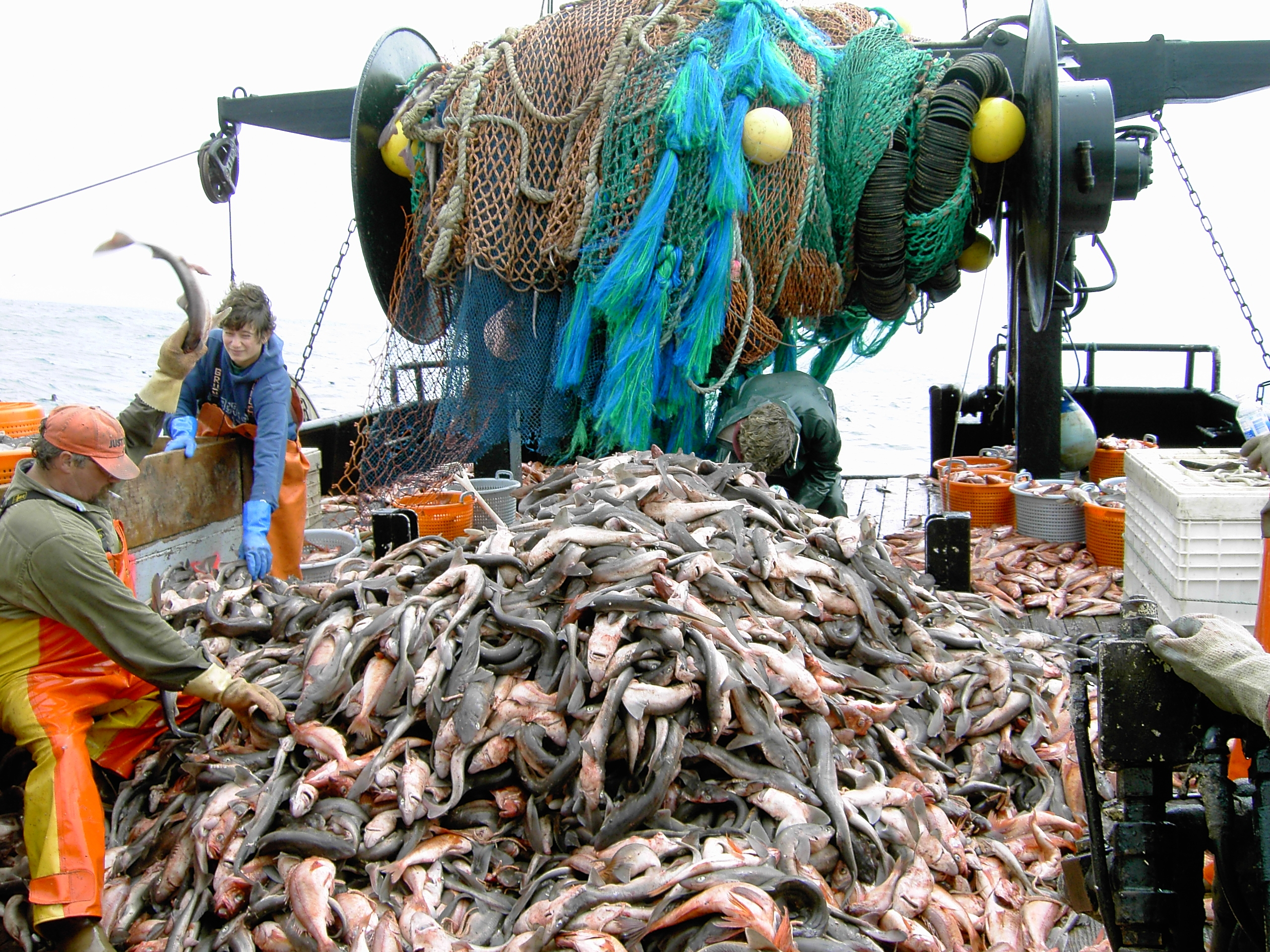
Улов катранов

### Хозяйственная ценность
Мясо короткопёрых колючих акул не имеет специфического для многих других акул аммиачного запаха и в некоторых странах ценится даже выше, чем сельдь. Его используют в свежем и солёном виде, из него производят консервы и балык. Очищенные от костей[уточнить] брюшки катрана при копчении закручиваются, такой деликатес в Германии именуется «локонами Шиллера». Из печени, масса которой составляет до 30 % массы тела, вырабатывают технический и медицинский жир, богатый витаминами А и Е. Из хвостов, голов и плавников делают клей. Плавники также ценятся как пищевой продукт. Этих акул в большом количестве ловят в Японии, Китае, Англии, Норвегии и других странах. До Второй мировой войны маринованное или копчёное мясо катранов поступало в Германии на рынок под названием «морской угорь» и было очень популярно. Однако в мясе короткопёрых колючих акул могут накапливаться тяжёлые металлы.
В 1980-х годах в СССР получил популярность изготавливавшийся из хрящей катрана препарат «Катрекс», якобы помогавший справиться с раковыми опухолями. Тем не менее его эффективность доказана не была. Кроме того, акулий хрящ используют при лечении остеоартритов. В конце XX века Франция была крупнейшим импортёром мяса катрана среди стран Евросоюза, а Норвегия — среди стран, не входящих в союз. Пик добычи пришёлся на 1972 год и составил 73 500 тонн, затем последовал спад и в 1990-х годах стабилизация уловов на уровне 36 000—51 000 тонн. Наибольшая часть обыкновенных катранов ловится в Северной Атлантике. Эти акулы являются ценным материалом для проведения биомедицинских исследований, например, функции почек человека. Из выстилки желудка катранов было получено биологическое соединение широкого спектра скваламин, эффективное против целого ряда болезней, включая лихорадку Денге, жёлтую лихорадку и гепатиты B, C и D.
Массовый промысел, позднее созревание и медленный цикл воспроизведения (в том числе очень продолжительный срок беременности) делают короткопёрых колючих акул чрезвычайно чувствительными к перелову. Иногда пойманных в качестве прилова катранов выбрасывают за борт. Уровень выживаемости у них довольно высок. Международный союз охраны природы присвоил этому виду статус «Уязвимый». В США в целях восстановления популяции этих акул введены квоты на их добычу.